# Pop Music (magazine)
Pop Music est un ancien hebdomadaire musical français consacré à la musique pop.
Il est créé en 1970 par Franck G. Lipsik sur le modèle des hebdomadaires musicaux anglais Record Mirror, New Musical Express et Melody Maker. Il a pour sous-titre « Toute la musique française et internationale ». Il est basé avant tout sur l'information et ne défend donc aucun style en particulier, contrairement aux mensuels musicaux, plus engagés. Philippe Koechlin, rédacteur en chef de Rock & Folk, regrette de voir l'hebdomadaire « se contenter de suivre le hit-parade ». 
Le premier numéro de Pop Music est publié le 2 avril 1970 avec Mick Jagger en couverture et une interview exclusive de George Harrison. Il paraît chaque jeudi et est vendu 1,50 F.
Ses ventes sont médiocres. Le 15 avril 1971, un an après son lancement, il est déjà en déficit et tente une opération de survie en fusionnant avec son concurrent Superhebdo, publié par les éditions Filipacchi et Robert Laffont, qui ne va pas mieux. Pop Music Superhebdo apparaît dans les kiosques, numéroté 55.
Mais la fusion crée des frictions à propos de la ligne éditoriale. « Pop music se voulait un hebdomadaire d’information et non un journal à sensations. […] Nous préférons nous battre seuls plutôt que de nous plier à une politique que nous refusons depuis toujours », explique Franck Lipsik. Le 27 avril 1972, il revient à son titre originel Pop Music, avec le n° 107.
En mars 1973, il fusionne cette fois avec Maxipop, un autre hebdomadaire, avant de disparaître le mois suivant avec le n° 135.